# Formule 750 1975
De 750 cc Prijs van de FIM 1975 was de derde raceserie in het Formule 750-kampioenschap, dat in 1973 door de Fédération Internationale de Motocyclisme werd ingesteld. De 750 cc Prijs van de FIM telde in dit jaar mee voor het Europees kampioenschap wegrace.

## Voorgeschiedenis
Door de toenemende populariteit van races met 750cc-motorfietsen (met name in de Daytona 200 en later ook de 200 Mijl van Imola) had de FIM in 1972 besloten om vanaf 1973 een apart kampioenschap voor deze machines op te zetten. Dit kampioenschap kreeg nog geen WK-status. In 1973 was al gebleken dat er meer reglementen moesten komen, met name voor wat betreft de puntentelling en de indeling in twee manches, die door sommige organisatoren wel en door andere niet werd toegepast. In 1974 was er een mager programma gepresenteerd: organisatoren wilden de nieuwe Yamaha TZ 750 in hun races zien, maar die machine was niet gehomologeerd en mocht in de 750 cc Prijs van de FIM niet aan de start komen. De meeste organisatoren kozen voor de inkomsten van het publiek, dat ook voor deze Yamaha kwam, en maakten van hun wedstrijd een gewone internationale race. Slechts drie wedstrijden werden in het kader van de 750 cc Prijs van de FIM verreden.

## 750 cc Prijs van de FIM 1975
Door de aangepaste homologatie-eisen van de FIM was er in 1975 voor het eerst een behoorlijk programma van de 750 cc Prijs van de FIM. De Yamaha TZ 750 mocht nu wel starten en Kawasaki voorzag haar driecilinders van waterkoeling. Men hoefde er slechts 25 van te verkopen om aan de eisen te voldoen. De wedstrijden mochten in twee manches worden gereden, maar dat was niet verplicht. De meeste organisatoren kozen toch voor twee manches, want er waren geen banden te leveren die het enorme vermogen van de TZ 750 200 mijl volhielden. In juni werden Hideo Kanaya en Ikujiro Takaï teruggeroepen naar Japan om daar in nationale races te gaan rijden. Dat betekende dat de fabrieks-Yamaha YZR 750 0W29 nu ter beschikking kwam van Johnny Cecotto, die al aan de leiding van het kampioenschap stond. Voor de coureurs was de Formule 750 nog steeds niet belangrijk. Men kon geen officiële titel winnen en het kwam dan ook regelmatig voor dat men andere wedstrijden verkoos in verband met de hogere startgelden.
De eerste 19 finishers in de Daytona 200 reden een Yamaha. Gene Romero won vóór Steve Baker en Johnny Cecotto. Cecotto had van allen de beste race gereden. Vlak voor de start sloeg zijn motor af en hij was weliswaar op tijd voor de start klaar, maar moest als laatste vertrekken. De snelste Suzuki was in handen van de Nederlander Marcel Ankoné, die 20e werd. Romero won op de "Production Racer" Yamaha TZ 750B met conventionele achtervering. Kenny Roberts, Steve Baker en Giacomo Agostini reden met de machines met monovering.
Nadat Johnny Cecotto in de GP van Frankrijk twee klassen had gewonnen, won hij beide manches in de 200 Mijl van Imola. De pech van zijn tegenstanders was echter wel zijn geluk: in de eerste manche viel Teuvo Länsivuori toen hij op kop lag, Giacomo Agostini viel uit door een gescheurde cilinderkop en Kenny Roberts had last van een handblessure opgelopen tijdens de Anglo-American Match Races. In de tweede manche kwamen Agostini en Roberts niet meer aan de start en Länsivuori verbrandde zijn koppeling bij de start.
In het Belgische Mettet won Patrick Pons. Al in de eerste manche won hij veel tijd door een tankstop van 8,5 seconden, terwijl Barry Sheene 17 seconden nodig had om te tanken. Sheene werd toch nog tweede vóór Jack Findlay. De tweede manche werd gewonnen door Dave Potter. Hier werd Pons derde achter John Newbold. Na Mettet ging Patrick Pons aan de leiding in de totaalstand.
De Formule 750 race in Magny-Cours werd gewonnen door Barry Sheene (Suzuki). Hij won beide manches. Christian Estrosi werd twee keer tweede en Christian Bourgeois eindigde in de totaalstand als derde.
In Zweden won Barry Sheene de eerste manche en in de tweede manche werd hij tweede. Die werd gewonnen door Barry Ditchburn (Kawasaki), maar Sheene werd overall-winnaar.
De Formule 750 race in Finland op het circuit van Hämeenlinna miste een aantal toprijders. Barry Sheene, Johnny Cecotto, Mick Grant, Barry Ditchburn en Giacomo Agostini gaven de voorkeur aan een start in de Hutchinson 100 op Brands Hatch. Nu won Tapio Virtanen zijn thuiswedstrijd, voor Victor Palomo en Teuvo Länsivuori.
Johnny Cecotto won de eerste manche in Silverstone, ondanks het feit dat hij bij zijn pitstop viel over een pijl van plakband die zijn pitbemanning op de grond had geplakt. Patrick Pons en Teuvo Länsivuori werden tweede en derde, Sheene vierde. In de laatste ronden werd de Yamaha van Cecotto te warm en bij de trainingen van de volgende dag bleek de versnellingsbak niet te werken. Reden waarom Cecotto om de reservemachine van Agostini vroeg. Agostini vond het goed, maar het team belde voor toestemming naar Japan en daar weigerde men deze oplossing. Barry Sheene loste het probleem op door bij Suzuki GB een machine los te praten voor Cecotto. Die reed er de tweede manche mee, maar veroorzaakte daarmee nog meer problemen, die ook Sheene gekend moet hebben. Sheene was in 1974 zelf in Silverstone gediskwalificeerd omdat hij de manches met twee verschillende machines gereden had. Yamaha was zo kwaad dat het alle fabrieksracers van Cecotto, ook die voor 250cc-WK-klasse, terug eiste. Cecotto kon overigens niet overweg met de Suzuki en stopte na vijf ronden. Sheene won de manche vóór Barry Ditchburn en Teuvo Länsivuori en werd dankzij zijn vierde plaats in de eerste mache totaalwinnaar.
De eerste manche in Assen begon met een langzame opwarmronde achter een auto, waardoor de bougies van Wil Hartog meteen vuil werden en vervangen moesten worden. Johnny Cecotto nam met een de leiding, maar viel al in de eerste ronde terug tot achter Barry Sheene, Barry Ditchburn en Wil Hartog. Sheene en Ditchburn vochten om de eerste plaats, maar Sheene wist op de streep steeds vooraan te rijden, wat hem per ronde 500 gulden opleverde. Sheene kreeg problemen door een losgeschoten benzineslang en daarna viel hij. Daardoor leek Ditchburn te gaan winnen. De situatie werd wat onoverzichtelijk door de pitstops, waarbij Yvon Duhamel alleen tankte maar Hartog ook drie van de vier bougies liet wisselen. Daardoor raakte hij zijn positie in de kopgroep kwijt. Na de pitstops lag Ditchburn nog steeds aan de leiding, gevolgd door Duhamel. Waarschijnlijk speelde de ene, niet gewisselde, bougie de motor van Hartog parten, want hij begon vermogen te verliezen en Jack Findlay haalde hem in. Ditchburn kwam zonder benzine te staan omdat er bij zijn stop te weinig was bijgevuld. Uiteindelijk won Duhamel vóór John Boote en Jack Findlay. Wil Hartog eindigde toch nog als vierde. Barry Sheene moest door zijn uitvallen in de eerste manche de tweede manche vanuit de tweede groep starten, waardoor het tot na de pitstops duurde voor hij bij de kopgroep kwam. Die werd geleid door Wil Hartog, maar die reed seconden per ronde langzamer dan Sheene waardoor die de leiding al snel kon overnemen. Hartog kreeg motorische problemen en zakte naar de 13e plaats en Sheene viel ook weer uit. Hurley Wilvert was toen tweede, achter Duhamel, maar beiden hadden nog niet getankt. Toen ze dat wel deden kwam Wilvert aan de leiding omdat hij zo snel getankt had. Duhamel viel terug in een groepje met John Newbold, Boet van Dulmen en Jack Findlay. Van Dulmen stootte even door naar de leiding, maar maakte een remfout en verloor weer een aantal plaatsen. Twee ronden voor de finish nam Duhamel de leiding en hij won opnieuw. John Newbold werd tweede en Hurley Wilvert werd derde.
Barry Sheene kon niet aan de laatste race in Hockenheim deelnemen omdat hij tijdens een klein stuntje in Cadwell Park een been gebroken had. Patrick Pons won beide manches, maar privérijder Jack Findlay werd een keer derde en een keer vierde en werd totaalwinnaar. Daardoor kwam hij op 46 punten, één punt meer dan Barry Sheene en Findlay was dus als privérijder Formule 750 kampioen in 1975.

## Uitslagen
|   | Datum        | Race               | Circuit      | 1e              | 2e                | 3e                  |
| - | ------------ | ------------------ | ------------ | --------------- | ----------------- | ------------------- |
| 1 | 9 maart      | Daytona 200        | Daytona      | Gene Romero     | Steve Baker       | Johnny Cecotto      |
| 2 | 6 april      | 200 Mijl van Imola | Imola        | Johnny Cecotto  | Steve Baker       | Patrick Pons        |
| 2 | 6 april      | 200 Mijl van Imola | Imola        | Johnny Cecotto  | Teuvo Länsivuori  | Patrick Pons        |
| 3 | 15 juni      | België             | Mettet       | Patrick Pons    | Barry Sheene      | Jack Findlay        |
| 3 | 15 juni      | België             | Mettet       | Dave Potter     | John Newbold      | Patrick Pons        |
| 4 | 22 juni      | Frankrijk          | Magny-Cours  | Barry Sheene    | Christian Estrosi | Christian Bourgeois |
| 4 | 22 juni      | Frankrijk          | Magny-Cours  | Barry Sheene    | Christian Estrosi | Jack Findlay        |
| 5 | 19 juli      | Zweden             | Anderstorp   | Barry Sheene    | Teuvo Länsivuori  | Barry Ditchburn     |
| 5 | 19 juli      | Zweden             | Anderstorp   | Barry Ditchburn | Barry Sheene      | Víctor Palomo       |
| 6 | 2-3 augustus | Finland            | Hämeenlinna  | Tapio Virtanen  | Teuvo Länsivuori  | Patrick Pons        |
| 6 | 2-3 augustus | Finland            | Hämeenlinna  | Tapio Virtanen  | Víctor Palomo     | Teuvo Länsivuori    |
| 7 | 10 augustus  | Groot-Brittannië   | Silverstone  | Johnny Cecotto  | Patrick Pons      | Teuvo Länsivuori    |
| 7 | 10 augustus  | Groot-Brittannië   | Silverstone  | Barry Sheene    | Barry Ditchburn   | Teuvo Länsivuori    |
| 8 | 7 september  | Nederland          | Assen        | Yvon Duhamel    | John Boote        | Jack Findlay        |
| 8 | 7 september  | Nederland          | Assen        | Yvon Duhamel    | John Newbold      | Hurley Wilvert      |
| 9 | 28 september | Duitsland          | Hockheimring | Patrick Pons    | John Williams     | Jack Findlay        |
| 9 | 28 september | Duitsland          | Hockheimring | Patrick Pons    | John Williams     | John Newbold        |

## Eindstand
| Pos. | Coureur             | Merk            | Ptn.    |
| ---- | ------------------- | --------------- | ------- |
| 1    | Jack Findlay        | Yamaha          | 46 (51) |
| 2    | Barry Sheene        | Suzuki          | 45      |
| 3    | Patrick Pons        | Yamaha          | 42      |
| 4    | Christian Bourgeois | Yamaha          | 29      |
| 5    | John Newbold        | Suzuki          | 27      |
| 6    | Johnny Cecotto      | Yamaha          | 25      |
| 7    | Steve Baker         | Yamaha          | 22      |
|      | Barry Ditchburn     | Kawasaki        | 22      |
|      | Víctor Palomo       | SMAC-Yamaha     | 22      |
|      | Teuvo Länsivuori    | Suzuki          | 22      |
| 11   | Tapio Virtanen      | Yamaha          | 21      |
| 12   | Chas Mortimer       | Yamaha          | 21      |
| 13   | Dave Potter         | Yamaha          | 20      |
| 14   | John Williams       | Yamaha / Suzuki | 18      |
| 15   | Gene Romero         | Yamaha          | 15      |
|      | Yvon Duhamel        | Kawasaki        | 15      |
| 17   | Christian Estrosi   | Yamaha          | 12      |
| 18   | Olivier Chevallier  | Yamaha          | 11      |
| 19   | Boet van Dulmen     | Yamaha          | 11      |
| 20   | René Guili          | Yamaha          | 9       |
| 21   | Giacomo Agostini    | Yamaha          | 8       |
|      | Philippe Coulon     | Yamaha          | 8       |
|      | Hurley Wilvert      | Yamaha          | 8       |
| 24   | Warren Willing      | Yamaha          | 6       |
|      | Jean-Philippe Orban | Yamaha          | 6       |
| 26   | Steve McLaughlin    | Yamaha          | 5       |
|      | Hubert Rigal        | Yamaha          | 5       |
|      | Alex George         | Yamaha          | 5       |
| 29   | Gérard Choukroun    | Yamaha          | 5       |
| 30   | Marcel Ankoné       | Yamaha / Suzuki | 5       |

| Pos. | Coureur               | Merk     | Ptn. |
| ---- | --------------------- | -------- | ---- |
| 31   | Hiroyuki Kawasaki     | Yamaha   | 4    |
|      | Phil McDonald         | Yamaha   | 4    |
|      | Hans Stadelmann       | Yamaha   | 4    |
|      | Johnny Bengtsson      | Yamaha   | 4    |
|      | Ari Heikkila          | Yamaha   | 4    |
|      | Pat Mahoney           | Yamaha   | 4    |
|      | Wil Hartog            | Yamaha   | 4    |
|      | Cliff Carr            | Yamaha   | 4    |
| 38   | Ron Pierce            | Yamaha   | 4    |
| 39   | Mimmo Cazzaniga       | Kawasaki | 3    |
|      | Guido Mandracci       | Suzuki   | 3    |
|      | Ingemar Larsson       | Yamaha   | 3    |
|      | Jim Harvey            | Yamaha   | 3    |
|      | Ernst Wenger          | Yamaha   | 3    |
| 45   | Don Castro            | Yamaha   | 2    |
|      | Abbondio Sciaresa     | Yamaha   | 2    |
|      | W. Scoch              | Yamaha   | 2    |
|      | Thierry Tchernine     | Yamaha   | 2    |
|      | Carl Ingmar Eckre     | Yamaha   | 2    |
|      | Thierry van der Veken | Yamaha   | 2    |
|      | Paul Smart            | Suzuki   | 2    |
|      | Rob Bron              | Suzuki   | 2    |
| 53   | Harry Cone            | Yamaha   | 1    |
|      | Jean-Paul Boinet      | Yamaha   | 1    |
|      | John Dodds            | Yamaha   | 1    |
|      | Hervé Guilleux        | Yamaha   | 1    |
|      | Kjeld Sedendorf       | Yamaha   | 1    |
|      | Harry Viiala          | Yamaha   | 1    |
|      | Siegfried Güttner     | Yamaha   | 1    |

(Punten tussen haakjes zijn inclusief streepresultaten)

## Constructeurstitel
| 1 | Yamaha   | 75 (117) |
| 2 | Suzuki   | 67 (82)  |
| 3 | Kawasaki | 39       |

(Punten tussen haakjes zijn inclusief streepresultaten)
1973 ·
1974 ·
1975 ·
1976 ·
1977 ·
1978 ·
1979